# Харгитт, Эдвард
Эдвард Харгитт (англ. Edward Hargitt; 3 мая 1835, Эдинбург — 19 марта 1895, Лондон) — шотландский орнитолог.

## Биография
Родился в Эдинбурге. Учился в Королевской шотландской академии, неплохо рисовал пейзажи. Сегодня эти работы ценятся и продаются на аукционе «Кристи». Стал орнитологом, специализировался на дятлах. В 1890 году опубликовал о них монографию (для Catalogue of the Birds in the British Museum). В последние годы жизни подготовил для монографии (новой) 1300 рисунков. Оригинал этого труда сегодня хранится в Государственном Дарвиновском музее в Москве.
После его смерти, аукционным домом Кристис в 1896 году были проданы 300 его картин, в основном акварелей.

## Галерея работ

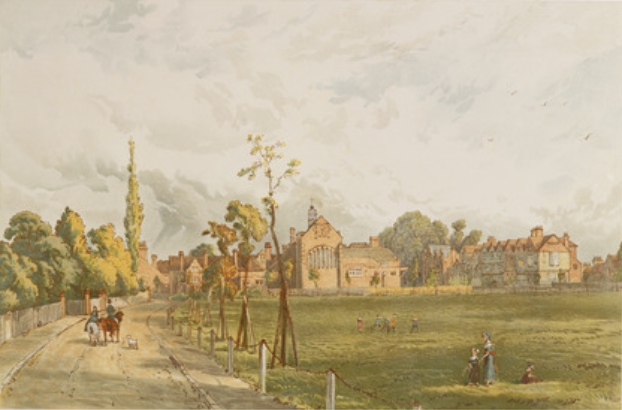
Церковь[англ.], паб «Табард»[англ.] и магазины в Эктон-Грин[англ.], 1882
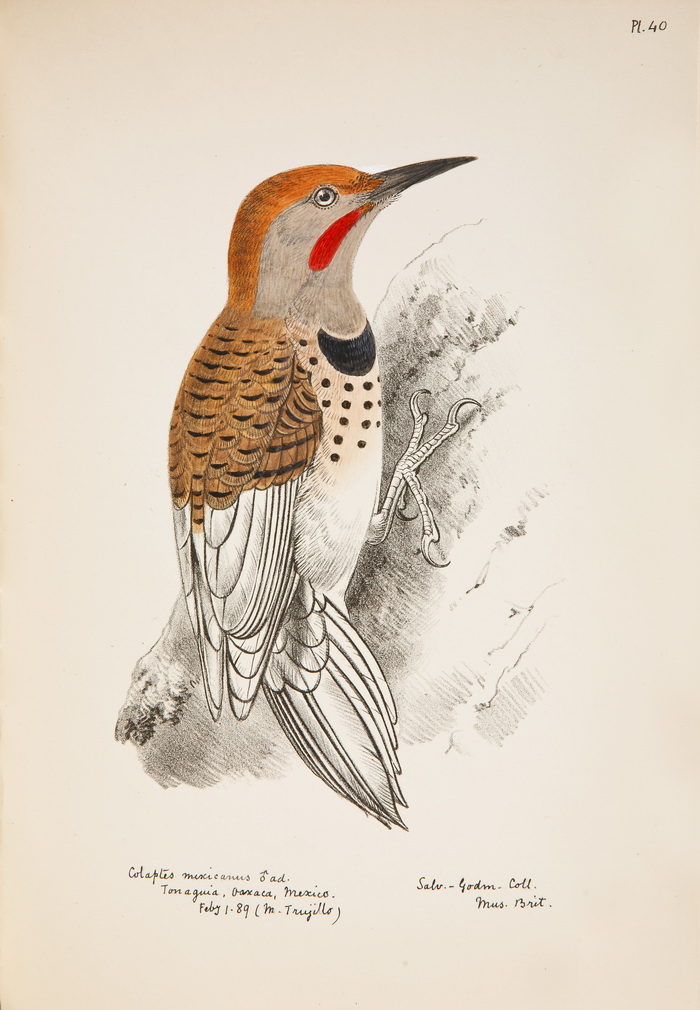
Иллюстрация к монографии с изображением дятла Colaptes mexicanus, 1889
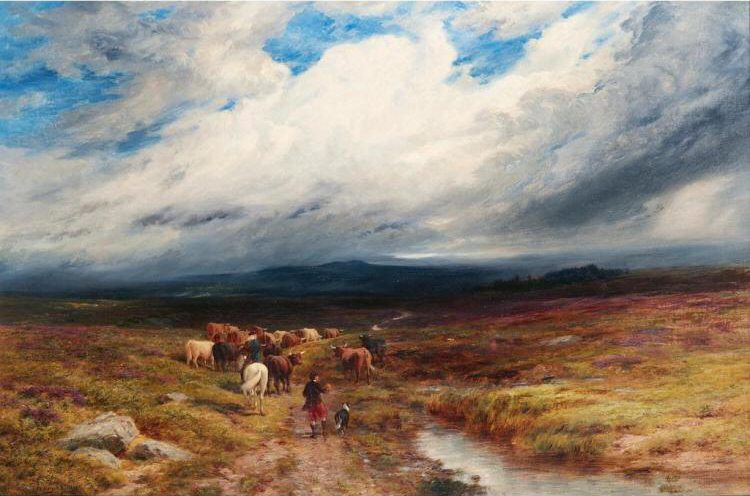
Дорога погонщиков, (Drover's Road[англ.]), 1893
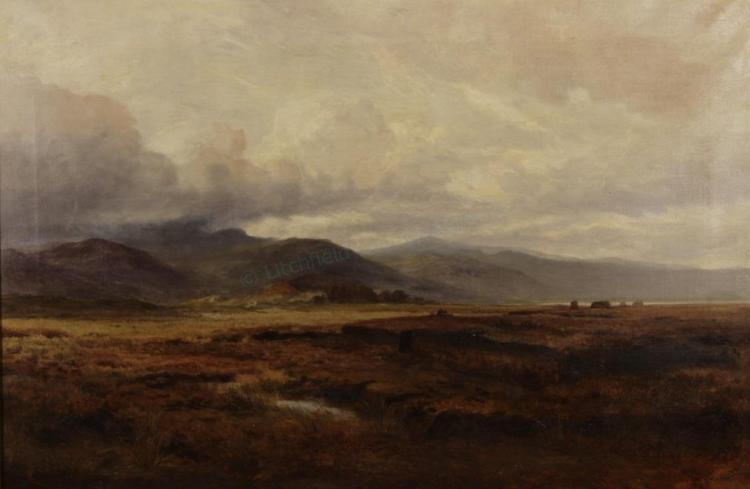
Горный пейзаж
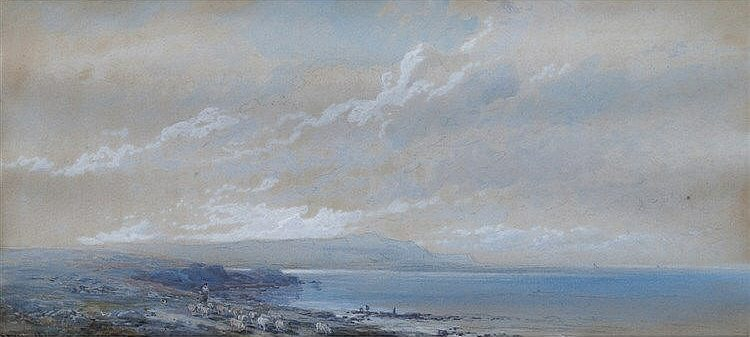
Побережье Северной Ирландии, акварель
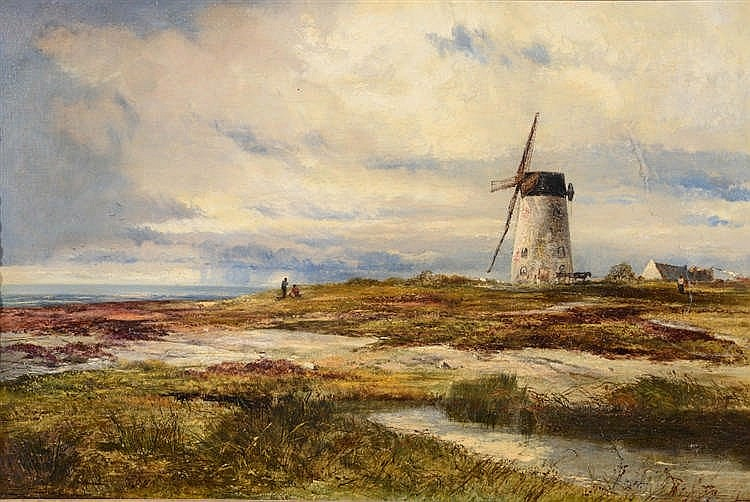
Ветряная мельница на побережье, остров Мэн, 1853
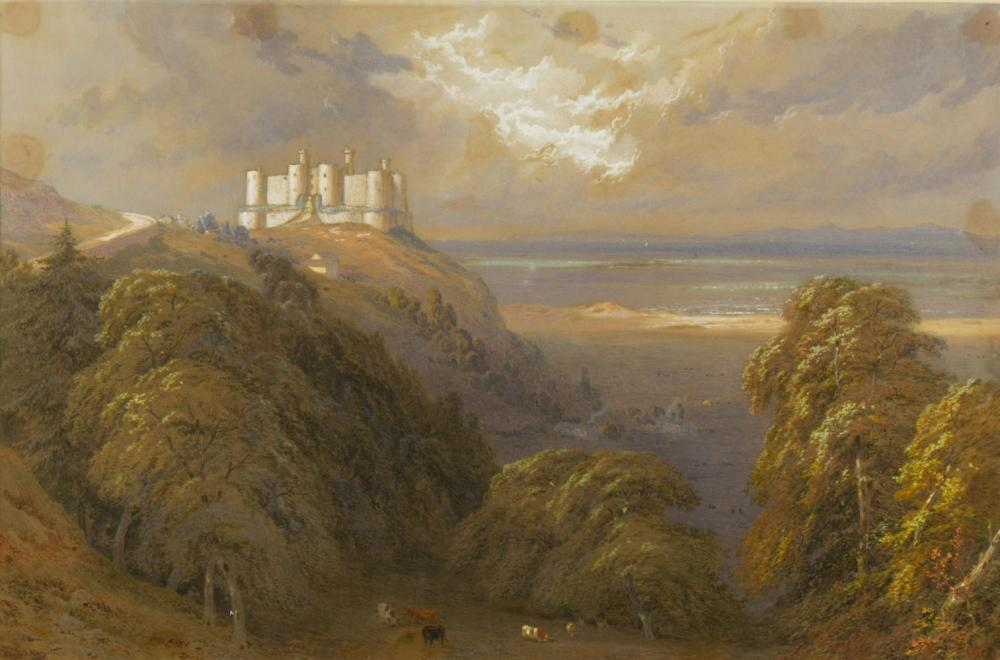
Замок Харлех
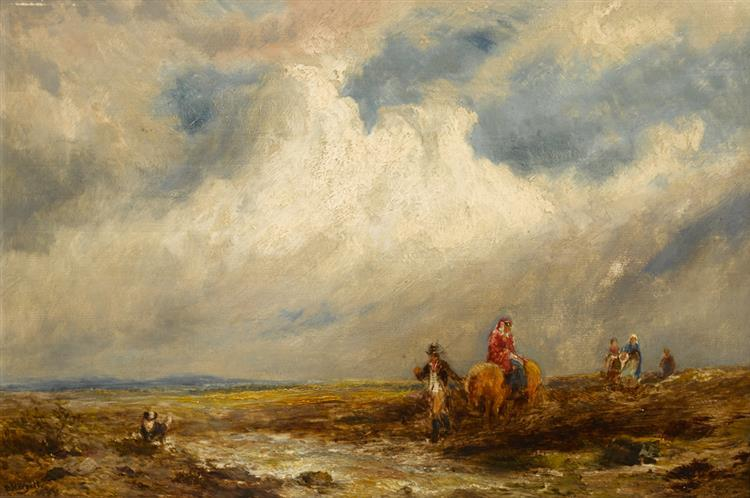
Ирландские крестьяне идут на рынок